# Pokrow (Russland)
Pokrow (russisch Покров) ist eine Stadt in der Oblast Wladimir in Russland mit 17.756 Einwohnern (Stand 14. Oktober 2010).

## Geografie
Die Stadt liegt etwa 80 km westlich der Oblasthauptstadt Wladimir links der Kljasma, eines linken Nebenflusses der in die Wolga mündenden Oka, und etwa 100 km östlich von Moskau. Pokrow gehört zum Rajon Petuschki.

## Geschichte
Der Ort entstand im 17. Jahrhundert als Dorf beim Antonius-und-Mariä-Schutz-und-Fürbitte-Kloster (Антониева Покровская пустынь/Antonijewa Pokrowskaja pustyn), das vom 15. bis zum 18. Jahrhundert existierte. Die Benennung erfolgte nach dem Namen des Klosters: Pokrow ist die russische bzw. kirchenslawische Kurzform für Pokrow Preswjatoi Bogorodozy, den Feiertag Schutz und Fürbitte der Heiligen Muttergottes, eines der „Großen Feste“ der Russisch-Orthodoxen Kirche am 1. Oktober nach Julianischem Kalender.
1778 wurde das Stadtrecht verliehen.

### Bevölkerungsentwicklung
| Jahr | Einwohner |
| ---- | --------- |
| 1897 | 2.785     |
| 1926 | 2.700     |
| 1939 | 5.067     |
| 1959 | 6.845     |
| 1970 | 9.976     |
| 1979 | 14.615    |
| 1989 | 15.988    |
| 2002 | 15.920    |
| 2010 | 17.756    |

Anmerkung: Volkszählungsdaten (1926 gerundet)

## Kultur und Sehenswürdigkeiten
In der Stadt sind mehrere Kirchen aus dem 19. Jahrhundert erhalten, darunter die Mariä-Schutz-und-Fürbitte-Kirche (Покровская церковь/Pokrowskaja zerkow) und die Dreifaltigkeitskirche (Троицкая церковь/Troizkaja zerkow).

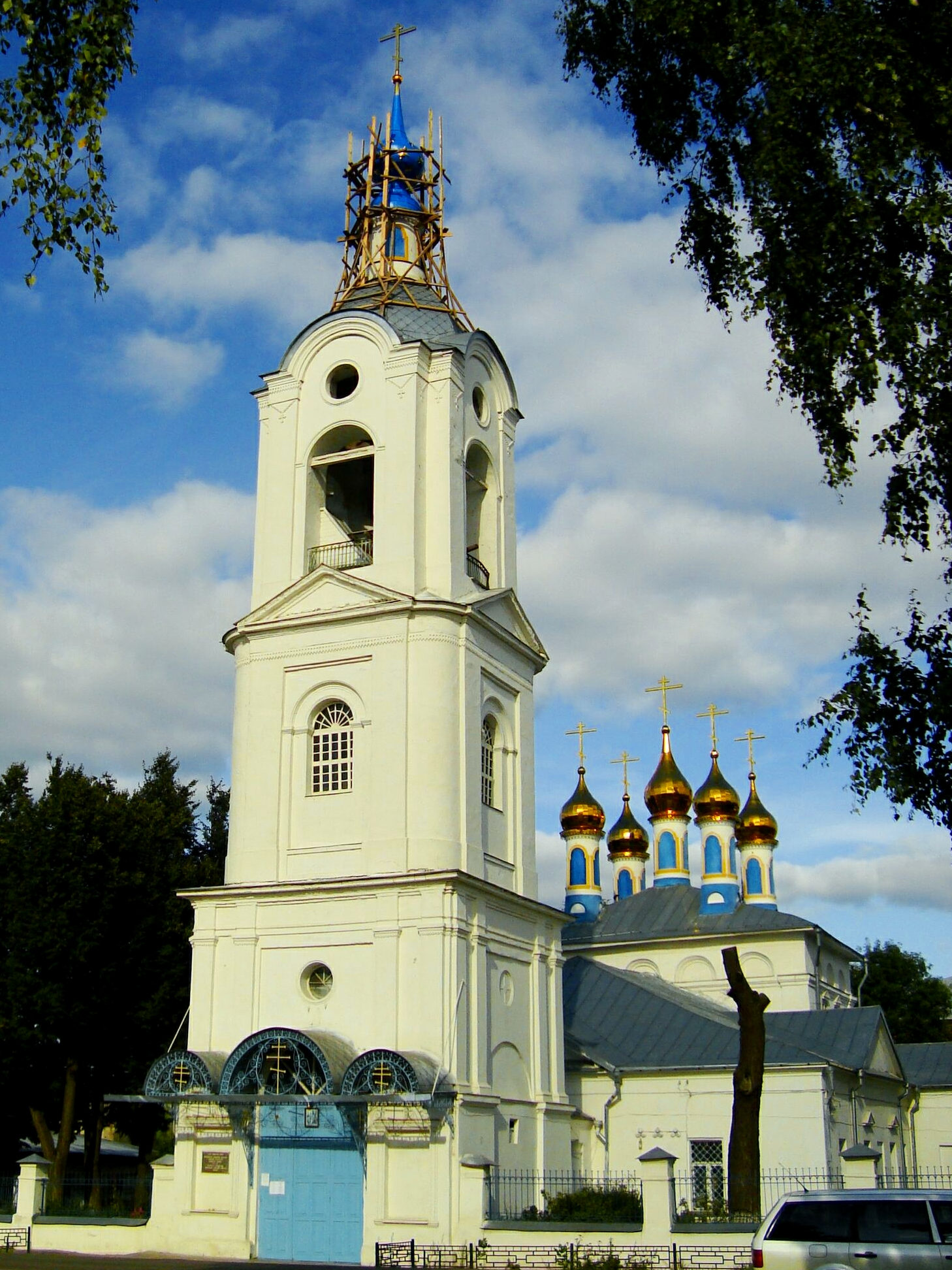
Glockenturm der Kathedrale von Pokrow
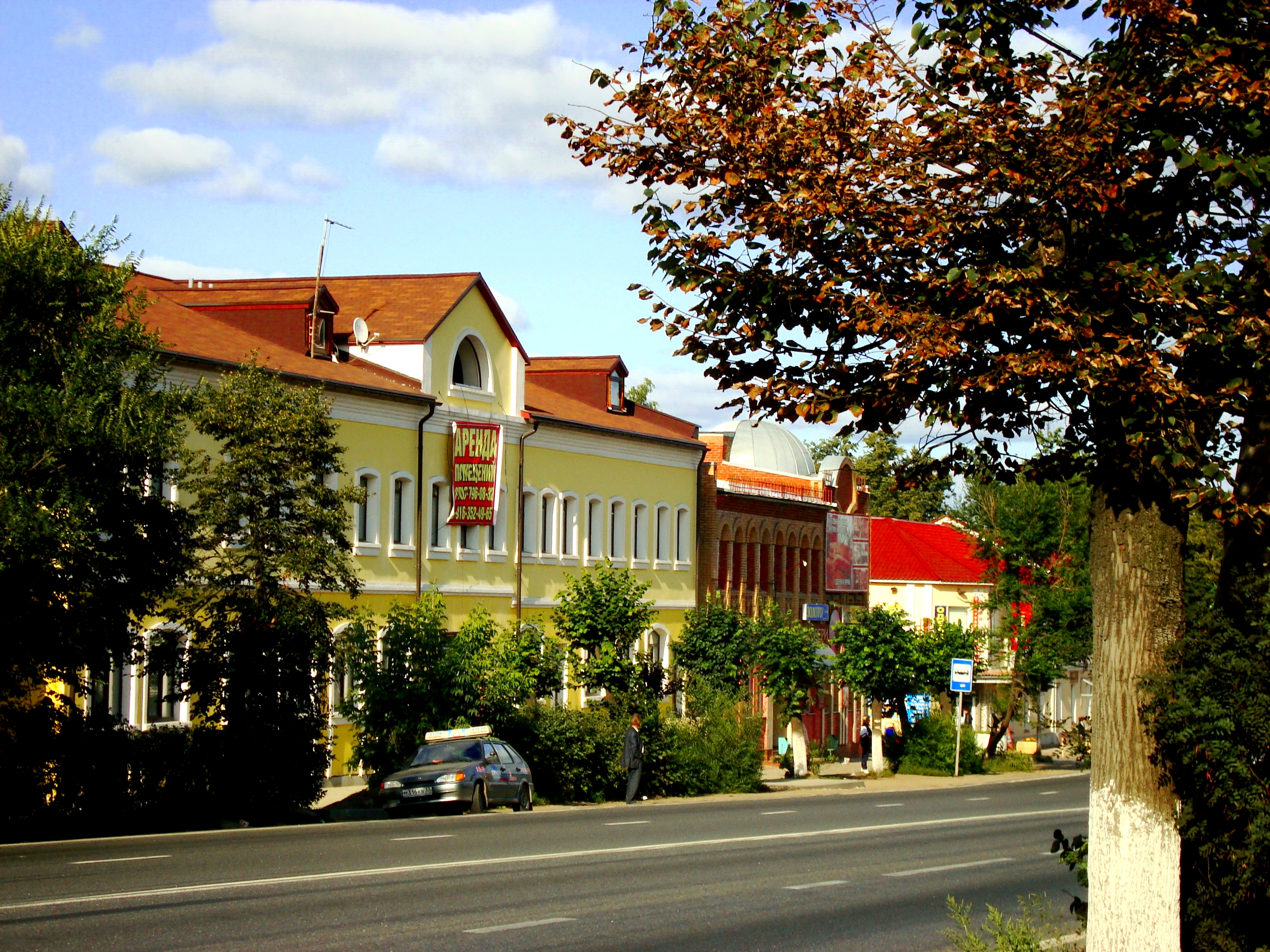
Lenin-Straße
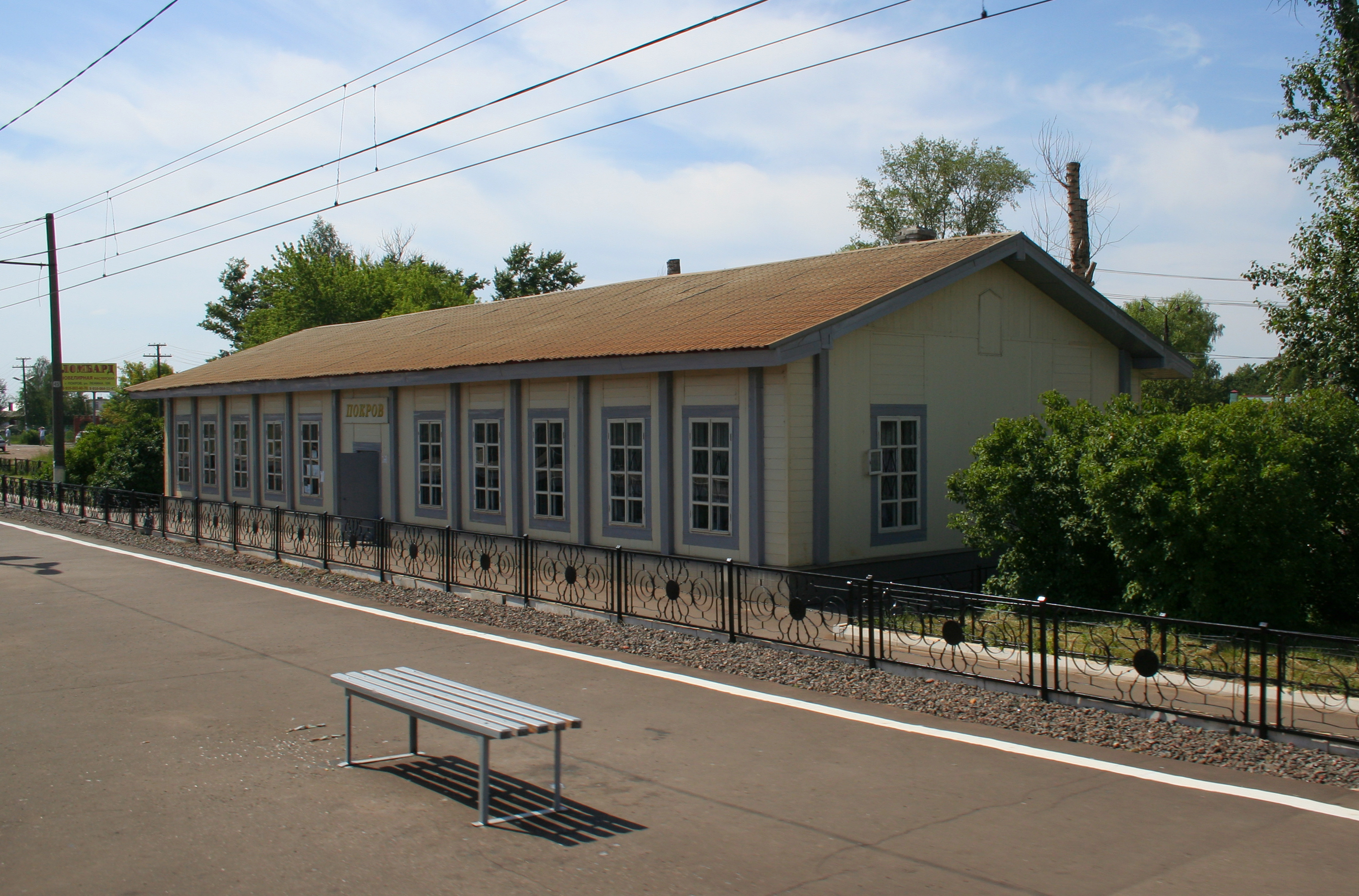
Bahnhofsgebäude in Pokrow

## Wirtschaft und Infrastruktur
Bedeutendstes Unternehmen der Stadt ist eine Süßwarenfabrik der amerikanischen Mondelēz International, die von 1996 bis 2001 im Besitz des deutschen Lebensmittelunternehmens Stollwerck war und in dieser Zeit rekonstruiert und erheblich umgebaut wurde. Daneben gibt es Betriebe der pharmazeutischen und Textilindustrie sowie der Baumaterialienwirtschaft.
Die Stadt liegt an der 1862 eröffneten Eisenbahnstrecke Moskau–Nischni Nowgorod (Bahnhof vier Kilometer von der Stadt entfernt; Streckenkilometer 110), auf der heute ein Großteil der Züge der Transsibirischen Eisenbahn auf ihrem Westteil ab Moskau verkehrt. Durch Pokrow führt auch die Fernstraße M7 Moskau–Nischni Nowgorod–Kasan–Ufa (Teil der Europastraße 22).
In Pokrow liegt die auf rund 800 Inhaftierte ausgelegte Strafkolonie 2.

## Städtepartnerschaften
- Saverne, Frankreich